# 후지오촌 (히로시마현)
후지오촌(藤尾村)은 히로시마현 아시나군에 있던 촌이다. 현재의 후쿠야마시, 진세키코겐정의 일부에 해당한다